# CQ2 (Seek You Too)

CQ2 (Seek You Too), également intitulé Tout près du sol, est un film québécois réalisé par Carole Laure qui est sorti le 27 septembre 2004.
Le film a été présenté à la Semaine Internationale de la Critique au Festival de Cannes 2004 et a remporté le prix du Grand Prix du Rail d'or

## Synopsis
Le film raconte l'histoire de trois femmes incarcérées : Rachel, 17 ans, Odile, fin quarantaine, incarcérée pour quelques mois et Jeanne, une danseuse contemporaine de 39 ans.
Jeanne et Rachel se lient d'amitié et s'installent à la campagne à leur sortie de prison. Elles seront rejointes par la suite par Odile, qui passe les week-ends avec elles.
Les femmes se rejoignent sur la passion de la danse et se serviront de leur nouvelle complicité pour traverser les aléas de la vie.

## Distribution
- Clara Furey : Rachel
- Danielle Hubbard : Jeanne
- Mireille Thibault : Odile
- Jean-Marc Barr : Steven
- Frédérique Dufort : fille d'Odile